# Essex (Vermont)
Essex ist eine Town im Chittenden County des Bundesstaats Vermont in den Vereinigten Staaten, mit 22.094 Einwohnern (laut Volkszählung des Jahres 2020). 

## Geografie

### Geografische Lage
Essex liegt zentral im Chittenden County, rund 12 km östlich des Lake Champlain sowie etwa 22 km westlich des Mount Mansfield am Westrand der Green Mountains. Das Indian Brook Reservoir ist der größte See auf dem Gebiet der Town. Im Süden bildet der Winooski River die Grenze zu Burlington im Osten und Williston im Westen. Das Gebiet der Town ist eben, die höchste Erhebung ist der 294 m hohe Saxon Hill

### Nachbargemeinden
Alle Entfernungen sind als Luftlinien zwischen den offiziellen Koordinaten der Orte aus der Volkszählung 2010 angegeben.
- Norden: Westford, 7,8 km
- Nordosten: Underhill, 20,8 km
- Osten: Jericho, 12,5 km
- Süden: Williston, 4,3 km
- Südwesten: South Burlington, 12,9 km
- Westen: Colchester, 16,7 km
- Nordwesten: Milton, 10,6 km

### Stadtgliederung
Die Hauptsiedlung der Town Essex ist Essex Junction. Nachdem Essex Junction am 15. November 1892 zum Village erhoben wurde, entwickelte sich Essex Center zum zweiten Zentrum der Town.

### Klima
Die mittlere Durchschnittstemperatur in Essex liegt zwischen −7,8 °C (18 °Fahrenheit) im Januar und 20,6 °C (69 °Fahrenheit) im Juli. Damit ist der Ort gegenüber dem langjährigen Mittel der USA um etwa 9 Grad kühler. Die Schneefälle zwischen Mitte Oktober und Mitte Mai liegen mit mehr als zwei Metern etwa doppelt so hoch wie die mittlere Schneehöhe in den USA. Die tägliche Sonnenscheindauer liegt am unteren Rand des Wertespektrums der USA, zwischen September und Mitte Dezember sogar deutlich darunter.

## Geschichte
Nach der offiziellen Landnahme des Bereichs am 7. Juni 1763 begann die Besiedlung zögerlich; erst zehn Jahre später ließen sich erste Siedler ständig hier nieder. Ab 1784 wuchs die Bevölkerungszahl rasch an, begünstigt durch das fruchtbare, gemäßigt hügelige Land, die zum Bau von Mühlen gut geeigneten Wasserläufe sowie die forstwirtschaftlichen Möglichkeiten. Das damalige Siedlungszentrum lag bei Essex Center, verlagerte sich aber nach Hubes Falls, dem heutigen Essex Junction, als 1850 dort eine Bahnstation errichtet wurde. Diese Station wurde 1853 zum Knotenpunkt mehrerer Bahnlinien, was zu einem hohen Bekanntheitsgrad und einfacher Erreichbarkeit des Ortes führte.
Ein Streit um die Notwendigkeit von Bürgersteigen und Abwasserleitungen für Essex Junction, die die Bewohner des Umlandes der Stadt nicht mitbezahlen wollten, führte 1892 zur wirtschaftlichen Selbständigkeit des Ortes als village. Die landwirtschaftlich geprägte verbliebene town schnitt sich damit von ihrem Geschäftszentrum ab. Eine mehrtägige landwirtschaftliche Messe wurde 1913 in Essex Center, dem zweiten Hauptort des Areals, eingerichtet, zog aber 1922 nach Essex Junction und wird dort bis zum heutigen Tag unter dem Namen „Champlain Valley Exposition“ alljährlich durchgeführt.
Seit 1955 gibt es Bestrebungen, die beiden Bereiche wieder zusammenzuführen, aber bisher wurde bei mehreren Abstimmungen stets von einer der beiden Seiten eine solche Vereinigung abgelehnt. Eine Abstimmung im Jahr 2006, in der sich eine Mehrheit aus beiden Bereichen für eine Verschmelzung aussprach, wurde durch eine weitere, durch ein Bürgerbegehren in Essex Junction erzwungene Neuwahl, umgehend gekippt.

### Einwohnerentwicklung
| Volkszählungsergebnisse – Town of Essex, Vermont | Volkszählungsergebnisse – Town of Essex, Vermont | Volkszählungsergebnisse – Town of Essex, Vermont | Volkszählungsergebnisse – Town of Essex, Vermont | Volkszählungsergebnisse – Town of Essex, Vermont | Volkszählungsergebnisse – Town of Essex, Vermont | Volkszählungsergebnisse – Town of Essex, Vermont | Volkszählungsergebnisse – Town of Essex, Vermont | Volkszählungsergebnisse – Town of Essex, Vermont | Volkszählungsergebnisse – Town of Essex, Vermont | Volkszählungsergebnisse – Town of Essex, Vermont |
| Jahr                                             | 1700                                             | 1710                                             | 1720                                             | 1730                                             | 1740                                             | 1750                                             | 1760                                             | 1770                                             | 1780                                             | 1790                                             |
| ------------------------------------------------ | ------------------------------------------------ | ------------------------------------------------ | ------------------------------------------------ | ------------------------------------------------ | ------------------------------------------------ | ------------------------------------------------ | ------------------------------------------------ | ------------------------------------------------ | ------------------------------------------------ | ------------------------------------------------ |
| Einwohner                                        |                                                  |                                                  |                                                  |                                                  |                                                  |                                                  |                                                  |                                                  |                                                  | 354                                              |
| Jahr                                             | 1800                                             | 1810                                             | 1820                                             | 1830                                             | 1840                                             | 1850                                             | 1860                                             | 1870                                             | 1880                                             | 1890                                             |
| Einwohner                                        | 729                                              | 957                                              | 1089                                             | 1664                                             | 1824                                             | 2052                                             | 1906                                             | 2022                                             | 2104                                             | 2013                                             |
| Jahr                                             | 1900                                             | 1910                                             | 1920                                             | 1930                                             | 1940                                             | 1950                                             | 1960                                             | 1970                                             | 1980                                             | 1990                                             |
| Einwohner                                        | 2203                                             | 2714                                             | 2449                                             | 2876                                             | 3059                                             | 3931                                             | 7090                                             | 10.951                                           | 14.392                                           | 16.498                                           |
| Jahr                                             | 2000                                             | 2010                                             | 2020                                             | 2030                                             | 2040                                             | 2050                                             | 2060                                             | 2070                                             | 2080                                             | 2090                                             |
| Einwohner                                        | 18.626                                           | 19.587                                           | 22.094                                           |                                                  |                                                  |                                                  |                                                  |                                                  |                                                  |                                                  |

## Wirtschaft und Infrastruktur

### Verkehr
Essex ist durch seine Randlage am Ballungsraum Burlington gut an die Verkehrswege Vermonts angebunden. So liegt sechs Kilometer südöstlich der Burlington International Airport; sieben Kilometer südlich führt der Interstate 89 vorbei und verbindet Essex in westlicher Richtung mit dem Bundesstaat New York, in östlicher Richtung mit den Zentren Neuenglands und der Ostküste. Die Vermont Route 12 verbindet Essex mit den Wintersportorten Jericho und Underhill, die Vermont Route 128 führt in die nördlich gelegenen Ortschaften von Franklin County und zur kanadischen Grenze.

### Öffentliche Einrichtungen
Es gibt kein Krankenhaus in Essex. Das  University of Vermont Medical Center in Burlington, ist das nächstgelegene Krankenhaus.

### Bildung
Im Jahr 2017 fusionierte der „Chittenden County School District“ mit dem „Essex Town School District“ und bildete den „Essex Westford School District“.
Der „Essex Westford School District“ umfasst zehn Schulen. Zwei davon befinden sich in Essex: Essex Elementary School und Founders Memorial School.
Die Essex Free Library gehört zur Town Essex und befindet sich an der Browns River Road. In Essex Junction befindet sich die Brownell Library. Sie wurde im Jahr 1897 gegründet. Durch eine Spende des Geschäftsmanns Samul Brownell konnte in den 1920er Jahren ein neues Gebäude errichtet werden.

## Persönlichkeiten

### Söhne und Töchter der Stadt
- William B. Castle (1814–1972), Politiker, Bürgermeister von Cleveland